# Марпург, Фридрих Вильгельм
Фридрих Вильгельм Ма́рпург (нем. Friedrich Wilhelm Marpurg; 21 ноября 1718, Зеехоф, ныне в составе Вендемарка — 22 мая 1795, Берлин) — немецкий теоретик музыки и музыкальный критик.

## Очерк биографии и творчества
Биографические сведения о Марпурге скудны и противоречивы. О профессиональном музыкальном образовании Марпурга ничего неизвестно. Возможно, жил в Париже ок. 1746 года, где вероятно встречался с Вольтером и д'Аламбером. На протяжении многих лет (в 1749-78) издавал три музыкальных журнала, в которые сам писал много статей, обсуждающих теорию, практику и эстетику музыки. В 1752 году по просьбе наследников И. С. Баха написал предисловие к новому изданию «Искусства фуги» (1752), где связал упадок полифонии в его время с устранением из музыки «мужского» начала в пользу «женственной» кантилены, характерной для галантного стиля. В поисках средств к существованию (по протекции И. Кирнбергера) в 1763 году устроился в учреждение под названием «Прусская государственная лотерея», директором которого был с 1766 года до конца жизни.
Наследие Марпурга-писателя характеризует его в большей степени не как теоретика-новатора, а скорее как обобщающего современную ему практику активного просветителя музыки. Марпург — автор учебников по игре на клавире, генерал-басу и композиции, а также трактата о фуге (1754), содержащего ценный обзор и обсуждение барочных сочинений этой формы в диапазоне от  Джироламо Фрескобальди до Иоганна Себастьяна Баха, которого Марпург чрезвычайно почитал.
В ряде трактатов (1757, 1776, 1790) описал многие разновидности строёв и темпераций, в том числе равномерную темперацию, которой оказывал предпочтение. Полемизировал с Кирнбергером, который был сторонником неравномерной темперации. В поздние годы оставил музыкальное просветительство, в 1786 опубликовал «Легенды о некоторых музыкальных святых», сборник анекдотов об известных композиторах и деятелях искусства включая Йозефа Гайдна и Аббата Фоглера.
Выступал также как композитор, писал преимущественно пьесы для клавесина и органа, а также духовные и светские песни для камерных исполнительских составов.

## Музыкальная периодика под ред. Марпурга
- Музыкальный критик на Шпрее (Der critische Musicus an der Spree, 1749-50)
- Историко-критические статьи на тему музыкального восприятия (Historisch-kritische Beyträge zur Aufnahme der Musik, 1754-62, 1778)
- Критические письма о музыкальном искусстве (Kritische Briefe über die Tonkunst, 1760-64)

## Теоретические труды и учебники
- Искусство игры на клавире (Die Kunst das Clavier zu spielen, 1750; 2-е дополн. изд., 1762)
- Трактат о фуге (Abhandlung von der Fuge, 2 Bde., 1753–1754) (в первом томе — текст, во втором — нотные примеры)
- Основы игры на клавире (Anleitung zum Clavierspielen, 1755)
- Основы теории музыки (Anfangsgründe der theoretischen Musik. Leipzig, 1757)
- Справочник по генерал-басу и композиции (Handbuch bey dem Generalbasse und der Composition, 1757-62)
- Основы сочинения вокальной музыки (Anleitung zur Singcomposition, 1758-59)
- Критическое введение к истории и доктринам старинной и современной музыки (Kritische Einleitung in die Geschichte und Lehrsätze der alten und neuen Musik, 1759)
- Введение в музыку вообще и в вокальное искусство в частности (Anleitung zur Musik überhaupt, und zur Singkunst besonders, 1763)
- Die Kunst sein Glück spielend zu machen. Oder ausführliche Nachricht von der italienischen, und nach Art derselben zu Berlin, Paris und Brüssel etc. errichteten Zahlen-Lotterie zwischen 1 und 90: mit beygefügten Planen, sein Geld bey selbiger mit Vortheil anzulegen, 1765
- Friedrich Wilhelm Marpurgs Anfangsgründe des Progressionalcalculs überhaupt, und des figürlichen und combinatorischen besonders, wie auch des logarithmischen, trigonometrischen und Decimalcalculs, nebst der Lehre von der Ausziehung der Wurzeln und der Construction der eckigten geometrischen Körper, 1774
- Опыт музыкальной темперации (Versuch über die musikalische Temperatur. Breslau, 1776)
- Легенды о некоторых музыкальных святых (Legende einiger Musikheiligen. Breslau, 1786)
- Новый метод, [позволяющий] удобнейшим образом выполнять всевозможные темперации на клавире (Neue Methode allerley Arten von Temperaturen dem Claviere aufs bequemste mitzuteilen. Berlin, 1790)